# FGFBP2
FGFBP2 (англ. Fibroblast growth factor binding protein 2) – білок, який кодується однойменним геном, розташованим у людей на 4-й хромосомі. Довжина поліпептидного ланцюга білка становить 223 амінокислот, а молекулярна маса — 24 581.
| 10         |  | 20         |  | 30         |  | 40         |  | 50         |
| ---------- |  | ---------- |  | ---------- |  | ---------- |  | ---------- |
| MKFVPCLLLV |  | TLSCLGTLGQ |  | APRQKQGSTG |  | EEFHFQTGGR |  | DSCTMRPSSL |
| GQGAGEVWLR |  | VDCRNTDQTY |  | WCEYRGQPSM |  | CQAFAADPKP |  | YWNQALQELR |
| RLHHACQGAP |  | VLRPSVCREA |  | GPQAHMQQVT |  | SSLKGSPEPN |  | QQPEAGTPSL |
| RPKATVKLTE |  | ATQLGKDSME |  | ELGKAKPTTR |  | PTAKPTQPGP |  | RPGGNEEAKK |
| KAWEHCWKPF |  | QALCAFLISF |  | FRG        |  |            |  |            |

A: Аланін

C: Цистеїн

D: Аспарагінова кислота

E: Глутамінова кислота

F: Фенілаланін

G: Гліцин

H: Гістидин

I: Ізолейцин

K: Лізин

L: Лейцин

M: Метіонін

N: Аспарагін

P: Пролін

Q: Глутамін

R: Аргінін

S: Серин

T: Треонін

V: Валін

W: Триптофан

Секретований назовні.